# Elements d'aprofitament de recursos hídrics
A l'illa de mallorca, per subministar l'aigua, es varen crear elements per aprofitarla.

## Pou amb coll
Clot pared at amb un paret que I'envolta (coll), excavat per arribar a la capa freatica. L'aigua recogida s'utilitzaba per al consum humà i per al bestiar. Està ubicada ben a prop del llit del torrent de Can Botana i Pollença i esta feta de marès i pedra maressenca. Amb unes dimensions de 6,50m de profunditat, 1m de diàmetre i el coll se alça 1,17m del terra.

## Pou amb capelleta
Clot excavat per arribar a la capa freatica, amb un pareto que I'envolta (coli) i que es tanca amb una coberta de pedra en sec anomenada capelletai té una estructura aïllada situada en un repla muntanyos, a un coster marjat dedicat al conreu de I'olivera. Construida amb la finalitat de captar l'aigua per a consum humà i animal i feta de lloses calcàries. Està ubicada a Short Nou ò Alaró amb unes dimensions de 3m de profunditat i 97cm de diàmetre. El coll i la capelleta surten 1,90m del terra.

## Pou integrat en un marge
És un clot excavat per arribar a la capa freatica i integrat en el paredat d'un marge i servia per captar l'aigua per a consum humà i animal. Ubicada dins un marge de conreu situat a un coster dedicat a l'olivar. Feta de pedra calcària i amb unes dimensions de 6,7m de profunditat, 76cm de diàmetre i sobresurt 1,81m del terra.